# Sonorarctia rodriguezi
Sonorarctia rodriguezi är en fjärilsart som beskrevs av Druce 1890. Sonorarctia rodriguezi ingår i släktet Sonorarctia och familjen björnspinnare. Inga underarter finns listade i Catalogue of Life.